# Interactive Fiction Competition
Interactive Fiction Competition, en årlig tävling i att skriva textäventyr. Tävlingen startade 1995 och hålls nu varje höst. Vem som helst får delta, och det är gratis. Tack vare donationer brukar det finnas ganska fina priser att vinna, samt förstås mycket prestige i IF-världen. Vem som helst får vara domare, bara man spelar och poängsätter minst fem spel.
Det första året delades förstapriset mellan Andrew Plotkin och Magnus Olsson.